# Insurgência no Cáucaso Norte
A Insurgência no Cáucaso Norte foi uma continuação da violência política, étnica e religiosa na região, apesar do fim oficial das operações militares na Chechênia em 15 de abril de 2009. A violência parece estar concentrada principalmente nas repúblicas do Norte do Cáucaso, Chechênia, Daguestão, Inguchétia e Cabárdia-Balcária, com confrontos e ataques ocasionais em outras partes (incluindo Moscou e na Ossétia do Norte). A persistência da geração desses conflitos tanto pela Rússia quanto pelos rebeldes causaram preocupações relacionadas a segurança dos Jogos Olímpicos de Inverno de 2014.
Durante os quatro meses de verão de 2009 morreram mais de 442 pessoas em comparação com apenas 150 para todo o ano anterior . Segundo o Ministério do Interior russo cerca de 150 pessoas foram mortas e 686 feridas, enquanto mais 541 supostos rebeldes e colaboradores foram mortos e mais de 600 terminaram presos.
Na Chechênia, a violência continuou em andamento, entre abril 2009 e abril de 2010 cerca de 97 soldados e policiais foram mortos em atos de insurgência, enquanto o governo russo afirma ter matado 189 rebeldes e colaboradores. No caso do Daguestão o principal grupo islâmico armado Shariat Jamaat foi ativo desde 2002, procurando criar um estado islâmico independente. Na Inguchétia, um conflito irrompeu, descrito como uma guerra civil por ativistas locais dos direitos humanos e políticos da oposição, entre forças russas e o governo local contra o grupo rebelde islâmico Ingush Jamaat ativo desde 2000. Em Kabardino-Balkaria o principal grupo armado Yarmuk Jamaat está ativo desde 2000.

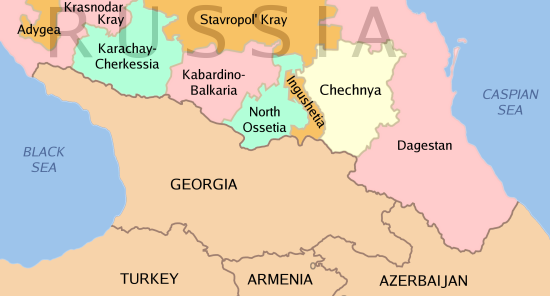
Mapa do Cáucaso Norte.

Em 2005, os diversos grupos armados formaram a chamada Frente do Cáucaso como uma organização de cooperação e de unidade em suas atividades insurgentes e terroristas, a Frente ficou sob o comando do ex-presidente islâmico checheno Abdul-Halim Sadulayev. Em 31 de outubro de 2007 proclamaram a formação do Emirado do Cáucaso, sob o comando do ex-presidente checheno, Dokka Umarov, como o seu primeiro Emir; organização considerada terrorista pela Rússia e pelos EUA, os grupos insurgentes proclamam lutar pela independência. A partir de 1995 tem sido registrado a presença de combatentes árabes mujahideens, principalmente na Chechênia.
O conflito começou a perder força a partir de 2015, com a derrota de grupos insurgentes na Inguchétia. No mesmo ano, o Emirado do Cáucaso, principal grupo terrorista na região, começa a entrar em colapso devido a morte de seu líder Magomed Suleimanov. Em 2016, a maioria de seus integrante se juntam a "Província do Cáucaso" do Estado Islâmico mas a o grupo é virtualmente destruído em 2017.